# Pleuroprucha placidaria
Pleuroprucha placidaria là một loài bướm đêm trong họ Geometridae.